# Fotocoagulació retinal

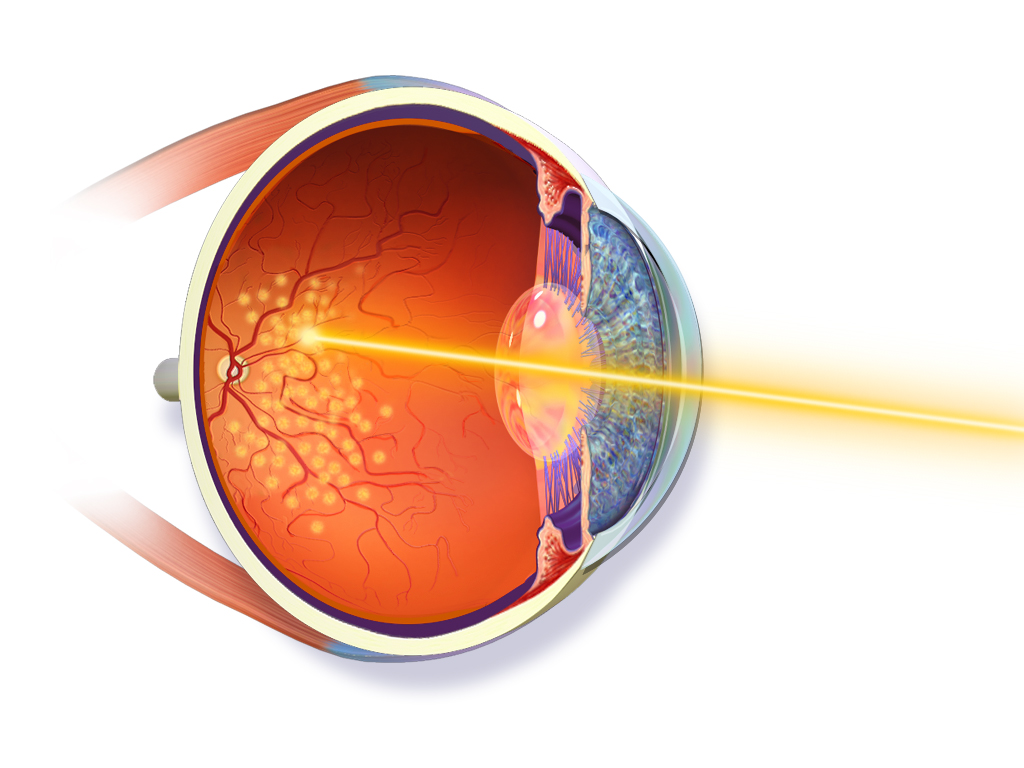
Procediment de fotocoagulació

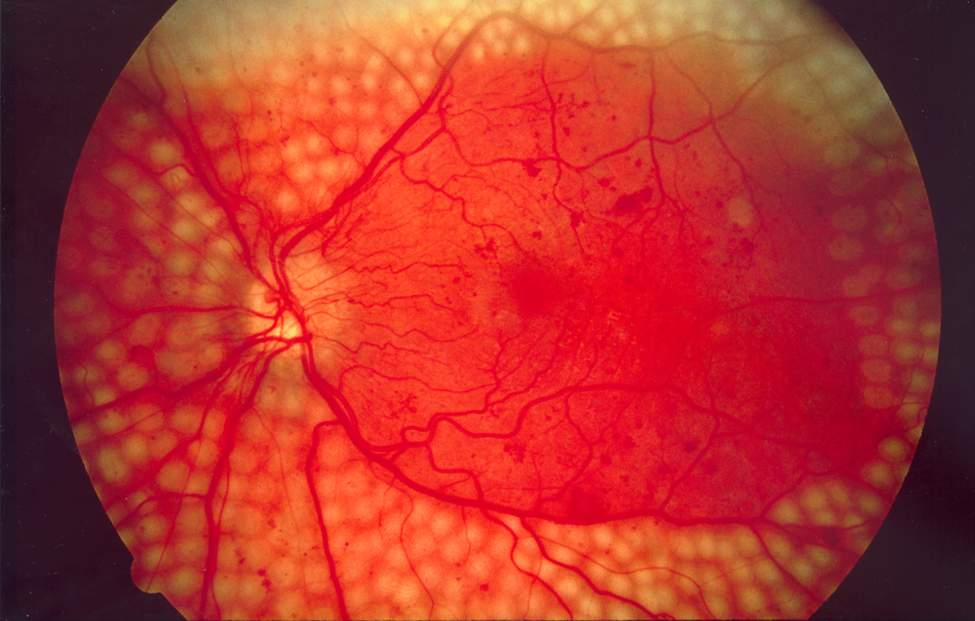
Fons d'ull que mostra les cicatrius dels molts impactes de fotocoagulació en un pacient amb retinopatia diabètica

La fotocoagulació retinal és un procediment terapèutic que s'utilitza en oftalmologia. Consisteix en l'aplicació d'un feix làser sobre la retina, a fi de produir de forma intencionada una cremada terapèutica en una àrea seleccionada d'aquesta. És una de les millors opcions de tractament de la retinopatia diabètica.
El làser es pot enfocar de forma molt precisa sobre un punt de la retina. S'aplica mitjançant curts trets successius que coagulen vasos sanguinis anormals, reparen ruptures en la retina o destrueix teixits anormals que afecten la capacitat visual. La finalitat és tractar diverses malalties oculars mitjançant la destrucció de zones isquèmiques (amb falta d'oxigen), exsudatives (dipòsits anormals), proliferatives (amb proliferació de nous vasos sanguinis) o tumorales.
Pot tractar una àrea petita de la retina, o una zona extensa, en què la tècnica es denomina fotocoagulació panretiniana.
Existeixen nombrosos estudis que avalen l'eficàcia d'aquest tractament amb el qual s'ha aconseguit evitar el deteriorament de la capacitat visual que acompanya a diferents malalties, com la retinopatia diabètica i el despreniment de retina. Abans de l'existència de la fotocoagulació retinal, la retinopatia diabètica, per exemple, conduïa amb freqüència a la pèrdua total de visió.